# Kleine Aue (Barenburg)
Die Kleine Aue, die in Barenburg in die Große Aue mündet, ist der untere von zwei gleichnamigen Nebenflüssen dieses Nebenflusses der Weser. Sie hat eine Länge von 18,2 km und fließt ausschließlich im Landkreis Diepholz (Niedersachsen).

## Verlauf
Der Fluss beginnt südwestlich von Scholen als südlicher Teil jener Pseudobifurkation im Scholener Geestmoor, der nach Norden der Bassumer Klosterbach in Richtung zur Ochtum entströmt.
Die kleine Aue fließt in südlicher Richtung durch die Samtgemeinde Schwaförden, westlich des Stadtkerns von Sulingen vorbei und nimmt dort den Kuhbach auf. Anschließend fließt sie weiter durch die Samtgemeinde Kirchdorf und mündet in Barenburg in die Große Aue, 31,3 km vor deren Mündung in die Weser.
Ihr Zufluss Kuhbach ist 17,36 km lang und mündet 9,07 km vor dem Zusammenfluss von Kleiner und Großer Aue, hat bis dorthin also den deutlich längeren Fließweg von 26,43 km. Auch seine Quelle gibt Wasser in Richtung Ochtum ab.

## Naturschutz
Zur Wiedervernässung des Naturschutzgebietes „Geestmoor-Klosterbachtal“ wurden sowohl in der Kleinen Aue als auch im Klosterbach Strömungshindernisse eingebracht, die ein Trockenfallen des Grabens im Scheitelbereichs verhindern.